# Henri Denis (économiste)
Pour les articles homonymes, voir Henri Denis et Denis.
Henri Denis, né le 12 mars 1913 à Nantes et mort le 2 octobre 2011 à Paris, est un économiste français. 

## Biographie
Henri Émile Marie Denis naît dans une famille aisée de la bourgeoisie nantaise. Il effectue des études de droit, et devient membre de la Jeunesse étudiante chrétienne. Il suit ensuite des études d'économie et obtient un doctorat en 1938. Il aurait obtenu l'agrégation d'économie. 
En 1936, il participe à la formation des militants syndicaux sein de l’École normale ouvrière de la CFTC. Il se marie l'année suivante avec Claude Barbizet, avec laquelle il a trois enfants. Ils divorcent et il se remarie en 1968. 
Mobilisé en 1939, il est démobilisé le 27 août 1940. Il trouve alors un poste d'enseignant à l'université de Dijon, en zone occupée 
Il est professeur d'économie à la faculté de droit de l'université de Rennes à partir de 1942. Il est titulaire de la chaire d’histoire des doctrines économiques à partir de mai 1945. 
Il a également été le fondateur en 1954 de la revue d'économie marxiste Economie et politique, qui eut pour rédacteurs en chef Paul Boccara ou Denis Recoquillon. Il est membre du comité de rédaction de la revue, où il incarne la ligne dure du PCF, en même temps que Claude Alphandéry. 
Il devient professeur à la Sorbonne en 1961. Il quitte le PCF en 1960-1961. 
Il rédige en 1966 un manuel d'économie à grande diffusion appelé Histoire de la pensée économique, qui devient un classique en France. Il connaît plus d'onze éditions en quarante ans. 

## Prises de positions

### Engagement politique
Engagé politiquement, il cofonde en 1946 l'Union des chrétiens progressistes. Il cofonde également, en 1948, le quotidien régional breton Ouest-Matin. 

### Doctrines
Il partage l'analyse critique du capitalisme formulée par les tenants du christianisme social. Il se montre en faveur du corporatisme. Il défend dans les années 1940 la collaboration entre les classes sociales, entre patrons et ouvriers, comme mode de régulation et d'organisation sociale. Il est en faveur d'un Etat corporatiste catholique à l'image de celui du salazarisme. Il s'oppose au système soviétique d'économie planifiée.
Il est reconnu comme l'un des professeurs ayant introduit le marxisme comme objet d'analyse économique dans l'université française.